# 賀陽郡
- 令制国一覧 > 山陽道 > 備中国 > 賀陽郡
- 日本 > 中国地方 > 岡山県 > 賀陽郡

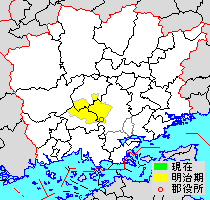
岡山県賀陽郡の位置

賀陽郡（かやぐん・かようぐん）は、岡山県（備中国）にあった郡。

## 郡域
1878年（明治11年）に行政区画として発足した当時の郡域は、下記の区域にあたる。
- 岡山市
  - 北区の一部（真星、上高田、山上、石妻、杉谷、日近、足守、下足守、高松稲荷、平山、立田、高松原古才、三手、高塚より北西[1]）
- 総社市の一部（高梁川以東のうち長良、窪木、南溝手、金井戸、井手、総社、門田、井尻野以北および中央・駅前の各一部）
- 加賀郡吉備中央町の一部（北・岨谷・西・宮地・竹部・上野）

## 歴史
当初は加夜国造（賀陽国造）が支配した地域で、古来、吉備国および備中国の中心地として古くより栄えた地域である。
古くは、「賀」は加・蚊・可・家・香などが、「陽」は夜・矢・屋・耶・谷・家・野などの字が当てられており、かなり多様な表記がされていたようである。さらには一字で「栢」「萱」「茅」といったものも見られる。読み方は全て「かや」と読む。なかでも、「賀夜」・「賀陽」の2種類が多く使われていたようである。「賀陽」に関しては「かよう」という読みもされていた。郡区町村編制法時に「賀陽」とかいて「かや」と読むように統一された。のちに「かよう」と読むように変わった。
備中国の国府と伝えられている地が総社市服部地区西部から同総社地区東部にかけてあり、字名も「国府」「御所」他などがあり、備中総社である備中国総社宮も現存している。そのため郡衙も服部郷（総社市東部）もしくは八部郷（総社市中央北部）にあったといわれている。栢寺廃寺跡や古郡神社・沼田神社（総社宮境内社、延喜式内野俣神社の論社）など、関連される遺跡・史跡もある。郡衙に関しては、総社市総社地区・総社宮周辺や大字総社などの説もある。
かつては上房郡（旧高梁市・有漢町・賀陽町一帯）も本郡の一部だったが、分割された。昔は高梁川が総社市井尻野あたりで東・南に二手に分かれており、東側（現在の総社市街地を貫流していた）が本流だった。この高梁川とその本流で、本郡と窪屋郡・都宇郡・下道郡との境界線が引かれていた。

### 近世以降の沿革
- 「旧高旧領取調帳」に記載されている明治初年時点での支配は以下の通り。●は村内に寺社領が存在。（82村）

| 知行         | 知行               | 村数 | 村名 |
| ------------ | ------------------ | ---- | --- |
| 幕府領       | 倉敷代官所         | 11村 | 杉谷村、吉村、苔山村、庄田村、石妻村、山上村、真星村、掛畑村、竹部村、上野村、間倉村 |
| 幕府領       | 旗本領             | 6村  | 和井元村、高松村、原古才村、阿部村、三田村、稲荷村 |
| 藩領         | 備中足守藩         | 33村 | 上足守村、下足守村、上土田村、下土田村、門前村、小山村、大崎村、三手村、高塚村、福崎村、田中村、長田村、松ヶ鼻村、長良村、大文字村、南窪木村、北窪木村、南溝手村、北溝手村、刑部村、黒尾村、久米村、奥坂村、西阿曽村、東阿曽村、大井村、粟井村、日近村、下高田村、河原村、上高田村、東山内村、西山内村 |
| 藩領         | 備中松山藩         | 11村 | 八田部村、岨谷村、北村、宮地村、延原村、宇山村、種井村、槁村、日羽村、西村、美袋村 |
| 藩領         | 備中庭瀬藩         | 8村  | 川入村、●宮内村、立田村、中田村、沖分、板倉村、西花尻村、東花尻村 |
| 藩領         | 備中浅尾藩         | 7村  | 門田村、小寺村、福井村、金井戸村、清水村、井手村、井尻野村 |
| 藩領         | 備前岡山藩         | 3村  | 宍粟村、見延、槙谷村 |
| 藩領         | 浅尾藩・庭瀬藩     | 1村  | 延友村 |
| 幕府領・藩領 | 倉敷代官所・足守藩 | 1村  | 平山村 |
| 幕府領・藩領 | 旗本領・庭瀬藩     | 1村  | 平野村 |

- 慶応4年5月16日（1868年7月5日） - 幕府領が倉敷県の管轄となる。
- 明治元年12月7日（1869年1月19日） - 松山藩が戊辰戦争後の処分により減封。八田部村・岨谷村・北村・宮地村・延原村・宇山村が倉敷県の管轄となる。
- 明治2年11月2日（1869年12月4日） - 松山藩が改称して高梁藩となる。
- 明治3年
  - 領地替えにより、杉谷村・吉村・苔山村・庄田村・石妻村・山上村・和井元村・高松村・原古才村・稲荷村・平山村が足守藩領となる。
  - この年までに旗本領が倉敷県の管轄となる。
- 明治4年
  - 7月14日（1871年8月29日） - 廃藩置県により、藩領が足守県、高梁県、庭瀬県、浅尾県、岡山県の管轄となる。
  - 11月15日（1871年12月26日） - 第1次府県統合により、全域が深津県の管轄となる。
- 明治5年6月5日（1872年7月10日） - 小田県の管轄となる。
- 明治7年（1874年） - 大文字村・南窪木村・北窪木村が合併して窪木村となる。（80村）
- 明治8年（1875年）（64村）
  - 12月20日 - 第2次府県統合により岡山県の管轄となる。
  - 門前村・小山村・三手村・高塚村・福崎村・田中村・長田村・松ヶ鼻村・長良村が合併して生石村となる。
  - 窪木村・南溝手村・北溝手村が合併して茅村となる。
  - 八田部村・清水村が合併して総社村となる。
  - 宮内村・板倉村が合併して真金村となる。
  - 平野村・沖分・西花尻村・東花尻村・延友村が合併して甲南村となる。
- 明治10年（1877年） - 三田村・中田村が合併して庭瀬村となる。（63村）
- 明治11年（1878年）9月29日 - 郡区町村編制法の岡山県での施行により、行政区画としての賀陽郡が発足。郡役所が高松村に設置。
- 明治13年（1880年） - 見延が本村から正式に独立して見延村となる。
- 明治14年（1881年）（71村）
  - 生石村が分割して門前村・小山村・三手村・高塚村・福崎村・田中村・長良村となる。
  - 甲南村が分割して平野村・西花尻村・東花尻村・延友村となる。
  - 阿部村が福井村に合併。
- 明治17年（1884年） - 茅村が分割して窪木村・南溝手村・北溝手村となる。（73村）
- 明治22年（1889年）6月1日 - 町村制の施行により、以下の各村が発足。（18村）
  - 庭瀬村 ← 平野村、延友村、東花尻村、西花尻村、庭瀬村、川入村（現・岡山市）
  - 真金村（単独村制。現・岡山市）
  - 高松村 ← 立田村、原古才村、高松村、大崎村、和井元村、平山村、稲荷村（現・岡山市）
  - 生石村 ← 三手村、小山村、門前村、福崎村、高塚村、田中村、下土田村（現・岡山市）
  - 服部村 ← 窪木村、南溝手村、北溝手村、長良村、金井戸村（現・総社市）
  - 阿曽村 ← 奥坂村、西阿曽村、久米村、黒尾村、東阿曽村（現・総社市）
  - 総社村 ← 総社村、井手村（現・総社市）
  - 浅尾村 ← 刑部村、福井村、小寺村、門田村、井尻野村（現・総社市）
  - 池田村 ← 宍粟村、見延村、槙谷村（現・総社市）
  - 日美村 ← 日羽村、美袋村（現・総社市）
  - 富山村 ← 宇山村、種井村、延原村、槁村（現・総社市）
  - 大和村 ← 北村、岨谷村、西村、宮地村（現・加賀郡吉備中央町）
  - 菅谷村 ← 竹部村、上野村（現・加賀郡吉備中央町）
  - 福谷村 ← 西山内村、間倉村、掛畑村、河原村、真星村、東山内村、苔山村、庄田村（現・岡山市）
  - 岩田村 ← 山上村、石妻村、上高田村（現・岡山市）
  - 日近村 ← 日近村、杉谷村、下高田村、吉村（現・岡山市）
  - 大井村 ← 大井村、粟井村（現・岡山市）
  - 足守村 ← 上足守村、下足守村、上土田村（現・岡山市）
- 明治24年（1891年）6月16日（2町16村）
  - 総社村が町制施行して総社町となる。
  - 足守村が町制施行して足守町となる。
- 明治33年（1900年）4月1日 - 郡制の施行により、下道郡・賀陽郡の区域をもって吉備郡が発足。同日賀陽郡廃止。

## 行政
歴代郡長
| 代 | 氏名 | 就任年月日                | 退任年月日                | 備考                           |
| -- | ---- | ------------------------- | ------------------------- | ------------------------------ |
| 1  |      | 明治11年（1878年）9月29日 |                           |                                |
|    |      |                           | 明治33年（1900年）3月31日 | 下道郡との合併により賀陽郡廃止 |